# Béré
Béré – miasto w Czadzie, w regionie Tandjilé, departament Tandjilé Ouest; 14 666 mieszkańców (2005), położone ok. 335 km na południowy wschód od Ndżameny.